# Hypsugo musciculus
Hypsugo musciculus és una espècie de ratpenat que es troba al Camerun, la República del Congo, la República Democràtica del Congo i el Gabon.